# Weldaer Wald
Koordinaten: 51° 26′ 59″ N, 9° 7′ 35″ O

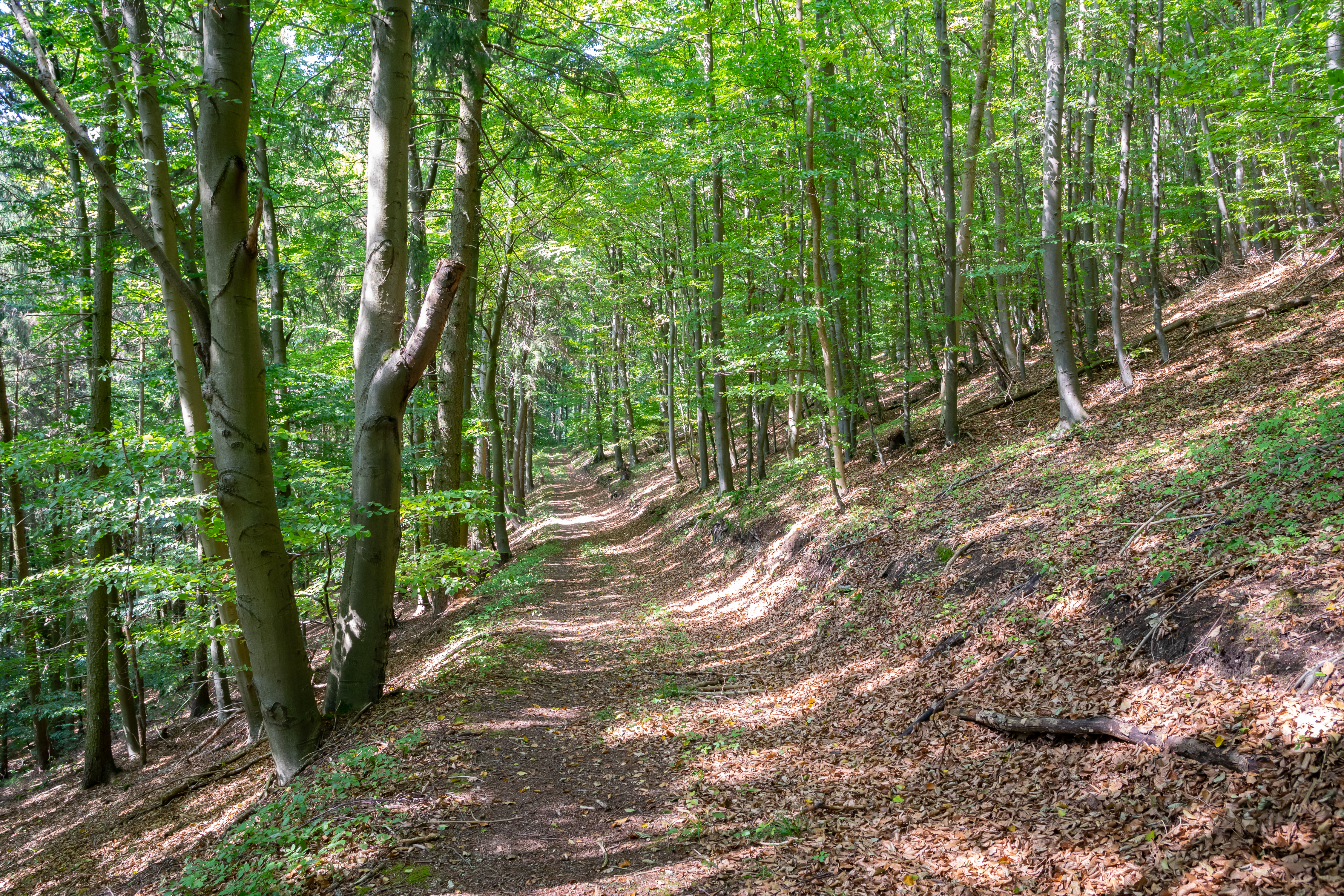
Naturschutzgebiet Weldaer Wald (September 2018)

Das Naturschutzgebiet Weldaer Wald liegt auf dem Gebiet der ostwestfälischen Stadt Warburg im Kreis Höxter in Nordrhein-Westfalen.
Das Gebiet erstreckt sich südwestlich der Kernstadt Warburg und östlich der Warburger Ortschaft Welda. Am östlichen Rand des Gebietes verläuft die A 44, westlich verläuft die Landesstraße L 552 und fließt die Twiste, ein rechter Zufluss der Diemel. Nördlich erstreckt sich das etwa 10,4 ha große Naturschutzgebiet (NSG) Hoppenberg und westlich das etwa 96,0 ha große NSG Iberg bei Welda. Am südlichen Rand des Gebietes verläuft die Landesgrenze zu Hessen.

## Bedeutung
Das etwa 48,6 ha große Gebiet mit der Schlüssel-Nummer HX-027 steht seit dem Jahr 1986 unter Naturschutz. Schutzziele sind 
- die Erhaltung und Entwicklung naturnaher Waldbestände,
- die Erhaltung des Orchideen-Buchenwaldes und der Kalk-Halbtrockenrasen sowie
- der Erhalt, Schutz und die Optimierung wärmeliebender Kalk-Buchenwälder (Orchideenbuchenwälder) als Lebensraum vieler gefährdeter Tier- und Pflanzenarten.[2]